# My Oh My (chanson d'Ava Max)
Pour la chanson du groupe Aqua, voir My Oh My (chanson d'Aqua).
Singles de Ava Max
Whatever (en)
(2024)
Clip vidéo
[vidéo] « My Oh My », sur YouTube
My Oh My (typographié en lettres majuscules) est une chanson de l’auteure-compositrice-interprète américaine Ava Max. Co-écrite par Ava Max, Charles Roberts Nelsen, Jonathan Bach et Sam Martin, elle sort le 4 avril 2024 en tant que premier extrait préfigurant sur son troisième album studio, commercialisé et distribué par les labels Atlantic et Warner. Elle aborde le sujet d’une virée nocturne en discothèque et s’inspire du sentiment favorable que prodigue l’autonomisation, tout en combinant des métaphores sur la renommée. Composée sur la base d’un tempo similaire aux précédents singles d’Ava Max, My Oh My incorpore une structure musicale classique ponctuée par des couplets, un refrain et un pont, au travers desquels plusieurs noms de célébrités sont cités. Basée sur une atmosphère sombre et dansante, elle aborde un genre musical pop et électronique, tout en intégrant l’échantillon répété d’une mélodie orientale traditionnelle et un changement tonique dans son instrumentation.
La plupart des critiques musicales donnent à My Oh My des évaluations globalement positives, louant son débit de paroles énergique et son rythme dance organique, le comparant à celui de Take It Off par Kesha. Commercialement, le titre rencontre un envol modéré, trouvant principalement sa voie dans les classements généraux des pays scandinaves, comme la Norvège et la Suède. En outre, il connaît une émergence à travers une multitude de palmarès indexant les singles les plus téléchargés ou ayant fait l’objet d’une diffusion massive à la radio. Dans les territoires européens, ce phénomène s’étend jusqu’en Allemagne, aux Pays-Bas et au Royaume-Uni, mais se reproduit également dans le reste du monde, notamment en Corée du Sud, aux États-Unis et en Russie. Le clip vidéo qui l’accompagne fait sa première le même jour que la chanson. Réalisé par le photographe américain Hunter Moreno, il se déroule dans un hangar souterrain et met en scène Ava Max, au travers de plusieurs séquences chorégraphiées, tentant d’échapper à des paparazzis qui l’encercle pour la prendre en photo. À ce jour, il a franchi et dépassé le seuil du million de lectures sur YouTube.

## Développement

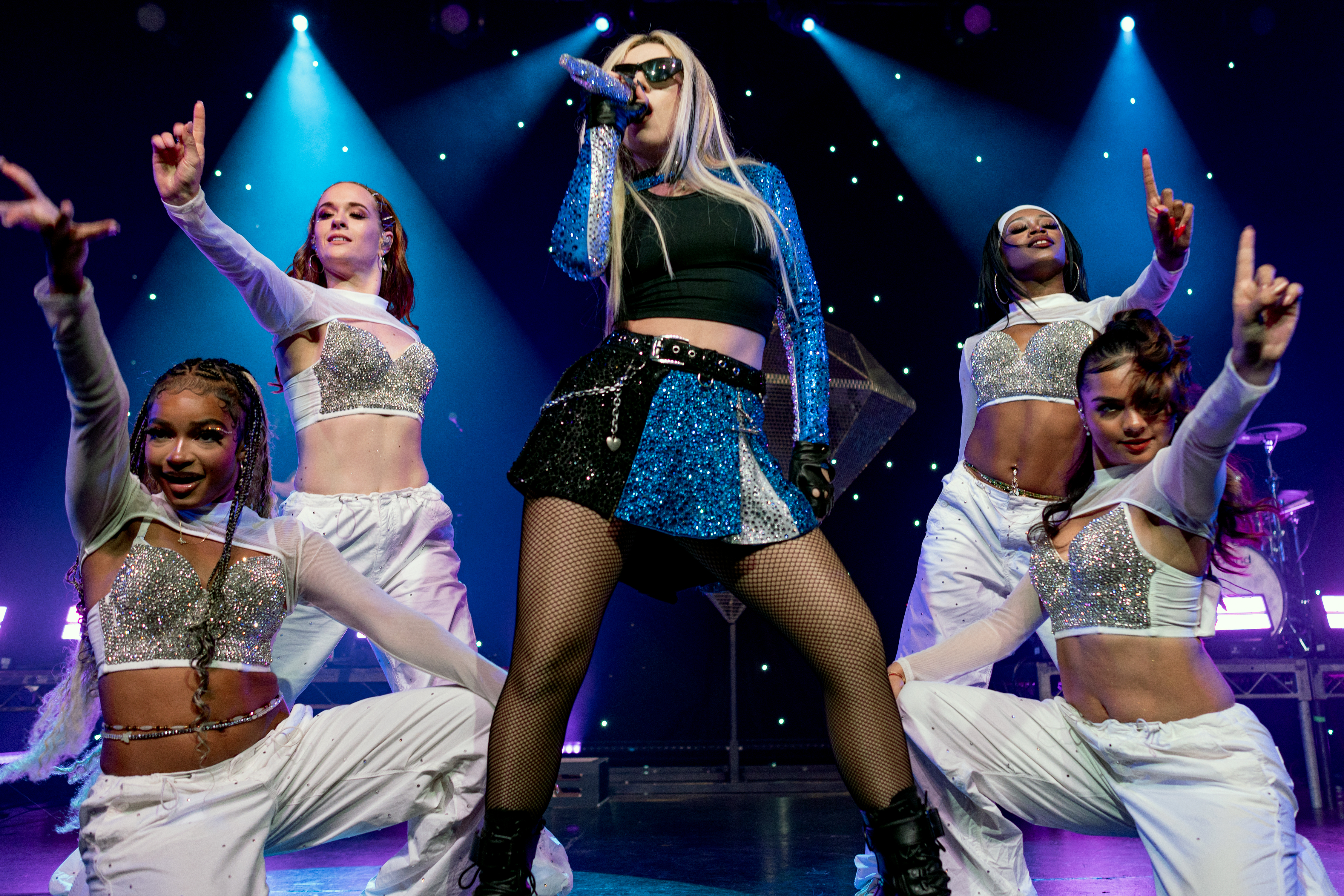
Ava Max lors d’un concert donné au Fonda Theatre de Los Angeles en juin 2023, dans le cadre de sa première tournée mondiale.

En juin 2022, lors du cycle promotionnel de son deuxième album studio, Diamonds & Dancefloors, Ava Max se sépare de Cirkut, son partenaire de longue date. Cela marque un tournant dans la carrière de la chanteuse et en particulier dans sa discographie, sachant que leur union avait donné naissance à un nombre considérable de succès musicaux. Bien qu’affectée par cette rupture, elle exprime le souhait de ne pas vouloir la laisser prendre le dessus et, à l’inverse, privilégier le fait de « repartir sur de nouvelles bases » et de « s’amuser un peu »,. En février 2023, durant une entrevue avec Travis Mills pour Apple Music, elle déclare que l’atmosphère obscure qui règne sur Dancing's Done (en), un de ses derniers singles à l’époque, servira de tremplin pour introduire le virage qu’elle désire emprunter sur son prochain opus. Au cours des mois suivants, elle entame sa première tournée mondiale, baptisée On Tour (Finally), et contribue à la bande originale du film Barbie, grâce à la participation du titre Choose Your Fighter (en).

« Je suis impatiente de retourner en studio. Même si je trouve toujours le chemin de la cabine quand j’ai besoin d’enregistrer, c’est dans mon ADN de vouloir m’y rendre pour décompresser. J’ai hâte d’y être et de m’inspirer des nouveaux aspects de ma vie pour écrire des chansons. Je ressens déjà une énergie différente de celle qui régissait la phase de création du précédent album. À l’évidence, l’influence musicale en sera impactée et légèrement distincte. »

— Entretien avec Jana Letonja, Numéro, juin 2023.
Pendant cet intervalle de temps, elle trouve l’inspiration nécessaire pour se consacrer exclusivement à ce futur projet musical, débutant les sessions d’enregistrement en août 2023 et préparant son arrivée dès le mois de novembre. En janvier 2024, elle collabore avec Kygo sur le morceau Whatever (en), qui parvient à atteindre les sommets des classements musicaux dans un vingtaine de pays du monde entier, tels que la Belgique, la Norvège et la Suède en Europe, mais également l’Australie.

## Écriture et inspiration
My Oh My est un titre pop orienté vers la musique électronique d’une durée de deux minutes et trente-six secondes au total et chanté intégralement en anglais. Il est co-écrit par Ava Max et Sam Martin, avec la participation de Jonathan Bach et de Charles Roberts Nelsen,, duo qui a précédemment travaillé en majorité avec des artistes sud-coréens, à l’image de Loona, Taemin et Yuju. Musicalement, il abrite un éventail de styles pivotant vers une influence qui tend sur la dance et le club, en conséquence de son rythme pulsé. De la même façon que pour The Motto (2021), son paysage sonore a volontairement été bâti autour d’une esthétique plus sombre que les autres chansons d’Ava Max. Côté technique, il se compose d’une mesure fréquente à quatre temps, d’un tempo modéré de 117 pulsations par minute et d’une tonalité portée sur une clef en si majeur, tel que l’indique sa partition. Sa structure est fondée sur un modèle classique avec deux couplets singuliers, un refrain et un pont. Le titre s’ouvre et se ferme au moyen d’une accroche répétitive en « Da-da-da, da-da, da-da-da-da-da-da-da », onomatopées rythmiques qui en font une formule marquante et cristallisent sa dimension entraînante,. Les couplets sont délivrés comme une transition parlée-chantée, ressemblant presque à une interprétation en rap. Les refrains suivent une progression de notes en la-si-do-si-la, puis en la-si-do-mi-si-do-la, avant de laisser place à une chute musicale cadencée. Enfin, un changement tonique survient au cours des quarante dernières secondes avant le refrain final, au moment où le registre vocal d’Ava Max lui permet d’atteindre une note en sifflet. Agrémentée de bruitages irréguliers de flashs photographiques et d’accords vocaux hachurés, l’instrumentation de My Oh My repose en grande majorité sur un échantillon répété provenant d’une ancienne mélodie orientale,. Cet air traditionnel, plus communément appelé le « refrain arabe », tire ses origines historiques du XVIIe siècle environ et a depuis été popularisé comme une harmonie d’emprunt récurrente, comme peut en témoigner le morceau contemporain Take It Off de Kesha,.
| Bella Hadid (à gauche), Kim Kardashian (au centre) et Naomi Campbell (à droite) font partie des noms cités dans la chanson. |  | Bella Hadid (à gauche), Kim Kardashian (au centre) et Naomi Campbell (à droite) font partie des noms cités dans la chanson. |  | Bella Hadid (à gauche), Kim Kardashian (au centre) et Naomi Campbell (à droite) font partie des noms cités dans la chanson. |
| Bella Hadid (à gauche), Kim Kardashian (au centre) et Naomi Campbell (à droite) font partie des noms cités dans la chanson. |  | |  | |

Le sujet d’inspiration primaire derrière les paroles gravite autour d’une sortie nocturne à l’allure luxueuse et frénétique dans un lieu dansant, tandis que le thème sous-jacent se rapporte aux effets provoqués par l’autonomisation chez un individu pourvu d’une estime de soi positive lorsque ce sentiment est assimilé au concept social de la renommée. De ce fait, certains segments textuels peuvent éventuellement être interprétés comme du narcissisme, spécifiquement à cause de la phrase « look at me », répétée trois fois au début. Lors du premier couplet, Ava Max encourage les auditeurs à pointer leurs appareils photographiques vers elle, exprimant son désir d’attention. Par la suite, elle introduit des clins d’œil à plusieurs références de culture populaire, invoquant également des noms de vedettes reconnues pour leur apparence ou leur influence, procédé renforçant lien avec le motif de la chanson. On y retrouve, entre autres : la chaîne de télévision MTV, Bella et Gigi Hadid, mais aussi le champagne Clicquot. Le refrain compare la sensation d’admiration prodiguée par le flash d’un appareil photo à la présence des paparazzis dans les années 1990, décennie caractérisée par l’obsession croissante des médias pour la vie privée des célébrités,. Le deuxième couplet perpétue l’intention évoquée dans le premier, avec cette fois-ci des allusions à la franchise Drôles de dames, Kim et Khloé Kardashian, ou encore Naomi Campbell. Le pont engorge un climat d’anticipation, soutenu par une accentuation des batteries et des synthétiseurs, alors que la chanteuse laisse entendre qu’elle est prête à entrer en scène, lorsqu’elle chante : « When I walk in, it’s electric / Roll the carpet for me one more time ».

## Accueil critique
My Oh My reçoit essentiellement des avis à consensus général positif venant de critiques professionnelles et de revues musicales. La rédaction d’Entertainment Tonight et de Rolling Stone lui octroie une place dans leurs catalogues de recommandations musicales actuelles au moment de sa parution,. Will Heffernan du webzine Echo laisse une évaluation favorable, qualifiant le titre d’« hymne irrésistible capturant l’essence de la marque de fabrique d’Ava », précisant qu’il « ne manquera pas de laisser les auditeurs sous le charme du début à la fin », notamment grâce à son « rythme palpitant » et ses « paroles captivantes »,. Lexi Lane d’Uproxx (en) considère qu’il fait office de « superbe premier aperçu » pour introduire l’album dont il fait partie, applaudissant sa production qui confère « un nouveau grand succès entre les mains » de la chanteuse,. Nmesoma Okechukwu du webzine Euphoria propose une critique tout aussi élogieuse, laissant savoir que My Oh My est une « ode à la fête qui redonne confiance et fait littéralement de l’ombre à Million Dollar Baby », un des précédents singles de l’artiste,. La rédaction du blog musical Glasse Factory affirme que le single est une « preuve qu’Ava Max s'apprête à décrocher la couronne du dance-pop », argumentant que le morceau « explore des notions d’opulence et de popularité sur un rythme accrocheur et décalé »,. L'équipe de NRJ Allemagne l’étiquette comme étant une « chanson pop dynamique qui met immédiatement de bonne humeur », prophétisant qu’elle deviendra « le tube des soirées de l’été »,. Noelia Borghini de la station de radio espagnole Cadena 100 (es) le singularise comme un morceau qui « vous fera quitter votre siège » et « vous transportera jusqu’en discothèque », pointant du doigt la ressemblance harmonique avec Take It Off de Kesha,. Sur un ton plus nuancé, Chris Deville de Stereogum exprime son incertitude et certifie que le morceau ne « fait pas partie des meilleurs travaux » d’Ava Max, spécifiant qu’elle demeure tout de même « l’une des artistes pop les plus talentueuses de son temps »,.

## Performance commerciale
My Oh My rencontre un démarrage commercial graduel, tout d’abord avec des entrées dans une abondance de palmarès compilant les meilleures ventes de singles en fonction de leurs passages en radio ou de leurs positions dans les classements issues des services de téléchargement en ligne et des plateformes d’écoute libre. Ainsi, le 5 avril 2024, il débute à la 28e place du Tipparade, une division du Top 40 néerlandais, avant d’entamer sa montée jusqu’à la 22e place. Durant la même semaine, il s’immisce à la 40e place de l’Official Big Top 40 (en), un classement britannique à propriété radiophonique, avant d’y être exclu la semaine suivante. Le 12 avril 2024, il se hisse à la 73e place du Sverigetopplistan en Suède et à la 38e place du VG-lista en Norvège. Au même instant, il entre dans le UK Download Chart et le UK Singles Sales Chart au Royaume-Uni, à la 26e et 28e place,, respectivement. En Allemagne, il s’engage dans une voie similaire en Allemagne, le Download Singles Chart, où il prend effet à la 29e place, avant de rejoindre la liste radiophonique de la BVMI, culminant à la 63e place. Dans les pays baltes, il s’introduit à la 36e place du palmarès letton EHR (en), où il escalade jusqu’à la 18e place. Le même jour, il s’insère à la 86e place de l’Oficjalna Lista Airplay en Pologne. Ensuite, il intègre la 31e place de l’HRT en Croatie, puis se retrouve à la 50e place du palmarès radiophonique autrichien de l’IFPI.
Le single se classe également au sein d’une multitude de déclinaisons radiophoniques du portail TopHit, comme à la 73e position en Allemagne, 91e en Biélorussie, 99e en Estonie, 7e en Lettonie, 31e en Pologne, 47e en Russie et pour terminer à la 51e position dans le reste du monde.
Sur le territoire asiatique, My Oh My émerge au 59e rang du classement BGM en Corée du Sud. Aux États-Unis, il fait une apparition instantanée au 14e rang du Dance/Electronic Digital Song Sales, palmarès mis en service par Billboard et répertoriant les chansons de musique électronique les plus fructueuses en matière de rendement numérique. Il accède par la suite au 9e rang du même classement lors de sa deuxième semaine de performance, période durant laquelle il atteint également le 13e rang, du Hot Dance/Electronic Songs.

## Promotion
Un mois en amont, Ava Max commence à informer de l’arrivée du single sur divers réseaux sociaux à mesure que sa parution approche. En effet, le 2 mars 2024, elle publie un fragment des paroles dans une publication destinée à ses nombreux abonnés. Ensuite, le 19 mars 2024, elle partage une série de vidéos dans lesquelles des extraits d’une chanson inédite, appelée My Oh My, peuvent être entendus. Peu de temps après, elle annonce officiellement la sortie du single, dont le lancement est prévu pour le 4 avril 2024 simultanément à 18 h (UTC+01:00), dévoilant en même temps la pochette qui l’accompagne. Conçue par Hunter Moreno pendant le tournage du clip vidéo, cette dernière met en avant Ava Max vêtue d’une tenue noire en latex et de chaussures à plateforme assorties, posant de manière contorsionnée.
Le 28 mars 2024, un nouvel extrait plus long est utilisé dans une publicité Instagram commandée par MLB Network afin de promouvoir un évènement relatif aux Ligues majeures de baseball américaines,,. Cette même fin de semaine, Ava Max joue la chanson en avant-première et dans son intégralité pour clôturer un concert donné à Palm Springs.
Dès sa parution, le single est envoyé à plusieurs stations de radio du monde entier, comme en France où il est gratifié d’une diffusion immédiate sur Fun Radio. En Italie, il reçoit une programmation à compter du 5 avril 2024,.

### Interprétations en direct
Le 10 avril 2024, la chanson est interprétée en direct pour la première fois à Los Angeles, dans le cadre d’une soirée privée organisée par le magazine Flaunt en prévision du festival de musique Coachella. Pour cette occasion, Ava Max porte un corset rouge surmonté d’un boléro noir, tous deux composés de latex.

## Clip vidéo
Le vidéoclip de My Oh My est dirigé par le photographe américain Hunter Moreno et regroupe des séquences dansantes confectionnées par le chorégraphe américain Matt Steffanina. Il est tourné le 15 mars 2024 à Los Angeles dans un entrepôt, tableau qui n’est pas étranger à la vidéographie d’Ava Max, sachant que le clip de My Head & My Heart (2020) avait été filmé dans un lieu industriel clôt. Une courte bande-annonce est mise en ligne un jour avant sa première diffusion, qui a lieu en même temps que l’arrivée de la chanson sur les plateformes de téléchargement et de distribution numérique. Il fait également sa première via MTV, qui le diffuse de manière continuelle sur un des écrans publicitaires de Times Square à New York pendant la journée de lancement du single. Le 9 avril 2024, il franchit le seuil du million de lectures sur YouTube.

### Scénario
Le concept de la vidéo représente Ava Max dans plusieurs situations se déroulant au sein d’un lieu à l’apparence souterraine, ressemblant fortement à un hangar. Tout commence dans une immense pièce vide et semi-obscure où la chanteuse se présente vêtue d’un long manteau noir aux contours verts et d’une tenue en latex, identique à celle portée sur la pochette du single. Elle est ensuite rejoint par ses danseurs, tous habillés en noir, d’abord par une troupe féminine puis masculine. Subséquemment, elle est aperçue dans une autre salle, cernée par une horde de paparazzis qui cherchent à la prendre en photo, tandis qu’elle s’approprie le rétroviseur d’une voiture Fiat 500e pour appliquer du brillant à lèvres. Il s’agit ici d’un placement de produit similaire à celui qui avait été opéré dans le clip de Torn (2019). Cette partie est entrecoupée par des scènes d’Ava Max performant devant une grande enseigne lumineuse bleue et rouge en forme d’éventail. Dans la seconde portion de la vidéo, elle arbore une tenue rouge et noir composée de dentelle et de latex, tout en dansant au-dessus d’un long comptoir de bar dans une pièce en béton. Le segment final compile l’intégralité des plans tournés dans un montage rapide, en plus d’une scène panoramique montrant la chanteuse, tenue en hauteur par ses danseurs puis exécutant une chorégraphie élaborée, sous les lumières de projecteurs rotatifs dans le foyer du hangar.

### Réception
Will Heffernan d’Echo note que la vidéo est un « régal visuel pour les sens »,. La rédaction de Glasse Factory suggère que les jeux de lumières, ainsi que les costumes portés, ajoutent une « touche avant-gardiste » au clip, enchérissant qu’Ava Max « sait mener la fête et mettre l’ambiance »,. Nmesoma Okechukwu d’Euphoria qualifie la vidéo de « torride » et sa chorégraphie par le terme « élégante », expliquant que le contenu « met admirablement en valeur la personnalité » de l’artiste, L'équipe de One FM la dépeint comme étant « un mélange de glamour et de défi », estimant que les chorégraphies sont « endiablées » et que la chanteuse sait « faire face aux paparazzi avec style »,. Chris Malone Mendez de Forbes s’accorde à dire que la chanteuse est « dans son élément » lorsqu’elle est « entourée de danseurs et de photographes curieux qui la mitraillent de clichés »,. Pour Megan Armstrong d’Uproxx (en), l’artiste utilise le clip afin de renvoyer une image d’elle-même qui se veut « très consciente de son impact sur les gens », accentuant qu’elle démontre en revanche ne pas avoir « envie de perdre son aura pour qui que ce soit »,.

## Liste des pistes et formats
- Format numérique

| 1. | My Oh My | (EAN 0075679652836) | 2:36 |

## Crédits
Informations fournies par Discogs
- Amanda Ava Koci (Ava Max) – chant, composition
- Charles Roberts Nelsen (Inverness) – composition, production musicale
- Jonathan Bach (JBach) – composition
- Sam Martin – composition
- Gian Stone (en) – production vocale
- Bryce Bordone – ingénierie sonore
- Chris Gehringer (en) – matriçage
- Serban Ghenea – mixage
- John Hanes – mixage audio « immersif »

## Classements, certifications et successions
| Classement (2024)         | Meilleure position | Temps écoulé |
| ------------------------- | ------------------ | ------------ |
| Norvège (VG-lista)        | 38                 | 1 semaine    |
| Suède (Sverigetopplistan) | 73                 | 1 semaine    |

| Classement (2024)                           | Meilleure position | Temps écoulé |
| ------------------------------------------- | ------------------ | ------------ |
| Allemagne (BVMI Radio)                      | 63                 | 2 semaines   |
| Allemagne (Download Singles Chart)          | 29                 | 2 semaines   |
| Allemagne (Tophit Radio Top 100)            | 72                 | 1 semaine    |
| Autriche (IFPI Radio)                       | 50                 | 1 semaine    |
| Biélorussie (Tophit Radio Top 100)          | 91                 | 1 semaine    |
| Corée du Sud (BGM Chart)                    | 59                 | 1 semaine    |
| Croatie (HRT)                               | 30                 | 2 semaines   |
| Estonie (Tophit Radio Top 100)              | 98                 | 1 semaine    |
| États-Unis (Dance/Electronic Digital Songs) | 9                  | 2 semaines   |
| États-Unis (Hot Dance/Electronic Songs)     | 13                 | 2 semaines   |
| Lettonie (EHR (en))                         | 18                 | 2 semaines   |
| Lettonie (Tophit Radio Top 100)             | 7                  | 2 semaines   |
| Monde (Tophit Radio Top 100)                | 51                 | 2 semaines   |
| Pays-Bas (Tipparade)                        | 22                 | 4 semaines   |
| Pologne (Tophit Radio Top 100)              | 31                 | 2 semaines   |
| Pologne (ZPAV Radio)                        | 52                 | 2 semaines   |
| Royaume-Uni (Official Big Top 40 (en))      | 40                 | 1 semaine    |
| Royaume-Uni (UK Download Chart)             | 26                 | 2 semaines   |
| Royaume-Uni (UK Singles Sales Chart)        | 28                 | 2 semaines   |
| Russie (Tophit Radio Top 100)               | 47                 | 2 semaines   |

## Historique de sortie
| Territoire | Date         | Format                                           | Label               | Source |
| ---------- | ------------ | ------------------------------------------------ | ------------------- | ------ |
| Divers     | 4 avril 2024 | - Téléchargement - Écoute libre - Radiodiffusion | - Atlantic - Warner | ,      |
| Italie     | 5 avril 2024 | Radiodiffusion                                   | Warner              | ,      |